# MC Serch
Michael Berrin (6 de mayo de 1967), más conocido como MC Serch, es un rapero judío-estadounidense exmiembro de 3rd Bass. Creció en Rockaway Far Lands y se graduó en arte en el Instituto de Música Rockaway. Se le atribuye la creación del término «cara de gas».

## Carrera
Después de la grabación de tres álbumes con 3rd Bass —llamados The Cactus Album (1989), The Cactus Revisited (1990) y Derelicts of Dialects (1991)—, Serch intentó una carrera como solista con Return of the Product (1992, Def Jam). Del álbum destacaron dos sencillos: Here It Comes (que llegó a la posición número 1 en el gráfico de Billboard «Hot Rap Songs») y Back to the Grill, junto con Chubb Rock, Red Hot Lover Tone y Nas. Serch fue el productor ejecutivo del álbum Illmatic, de Nas, uno de los álbumes más aclamados de los años 1990. Ayudó a formar al cantante de rap O.C. después de escuchar su canción Eluden Pudge en el dúo Organized Konfusion, asegurándole un contrato con Wild Pitch Records. En 1995, Serch también enseñó al recién formado grupo Non Phixion.
Ya retirado, Serch fue dueño de una empresa de promociones llamada Serchlite Music. Apareció en Bamboozled (2000) como un miembro del grupo de hip hop ficticio Mau Maus (interpretado por otros artistas de hip hop como Mos Def, Charli Baltimore y Canibus). Su personaje era un revolucionario blanco que se suponía que era «1/16 blanco». A partir de 2003 empezó a presentar el programa Serch In The AM en la emisora de radio urbana de Detroit FM 98 WJLB; fue el primer DJ judío en aquella estación. Lo despidieron de WJLB en marzo de 2006 debido a una discusión en una fiesta del Super Bowl, en el club Motor City Live. Presentó la serie de VH1 Ego Trip's The (White) Rapper Show, que acabó en marzo de 2007. Era conocido en el programa por su frase repetitiva «Woop-WOOP!». En 2008 salió otro programa llamado Ego Trip's Miss Rap Supreme.
En el 2021, Serch se unió a VidSig (plataforma de videos global) como consultor creativo.

## Discografía

### Solo
- Return of the Product (1992)
- M.any Y.oung L.ives A.go: The 1994 Sessions (2007)

### Con 3rd Bass
- The Cactus Album (1989)
- The Cactus Revisited (1990)
- Derelicts of Dialect (1991)

### Colaboraciones
- DJ Tomekk - Fuck You
- Gravediggaz - Viaje Defectuoso (Negocios Markie)
- Kaptain Nemo - The Legend of Kaptain Nemo - Official Mixtape - For the Love of Hip-Hop (con Sumroc)
- Karl caliente - Let's Talk
- Krohme - Around Here
- Non Phixion - 5 Boros (con Alias Khrist)
- Sway & King Tech - Wake Up Show Anthem (con Ras Kass, Saafir y otros)
- 2 Hits & Pass (con Afu-Ra, Agallah, Craig G, Buckshot y otros)
- Blak Is Blak (como «1/16r Blak», con Mos Def, Canibus, Charli Baltimore, Mums, DJ Scratch y Gano Grills)
- Kurious - Benneton (con MF Doom)